# Famille Ponchin
 (avril 2013).
Si vous disposez d'ouvrages ou d'articles de référence ou si vous connaissez des sites web de qualité traitant du thème abordé ici, merci de compléter l'article en donnant les références utiles à sa vérifiabilité et en les liant à la section « Notes et références ».
 (mai 2016).
Cette page explique l’histoire ou répertorie les différents membres de la famille Ponchin.
Les Ponchin sont une famille de peintres français originaires de Marseille.

## Deux générations
- La première génération est composée de Louis Pascal Ponchin (Martigues 17/05/1828 - 1899?) et de son neveu Joseph Marius Ponchin. Ils ont réalisé essentiellement des peintures de genre au début du XIXe siècle. Joseph signe la plupart de ses œuvres « Ponchin neveu », pour se démarquer de son oncle. Lors d'une carrière essentiellement marseillaise Louis a peint des scènes de la vie quotidienne locale ainsi que des natures mortes mais aussi, à l'occasion, a abordé des sujets religieux avec notamment la décoration de l'abside de l'église du Pradet de 1871 à 1877.

- La deuxième génération est composée d'un fils de Joseph, Antoine Ponchin (1872 - 1933), et de son fils Joseph Henri Ponchin, dit Jos Henri Ponchin, (1897 - 1981). Ils sont essentiellement paysagistes, et relèvent de l'école provençale marquée par Jean-Baptiste Olive. Les peintures d'Antoine en sont d'ailleurs très proches par leur luminosité, même si l'emploi du rose et du mauve chez ce peintre permet assez facilement de les identifier.[réf. nécessaire] Jos-Henri a quant à lui peint trois principaux motifs : des paysages indochinois en début de carrière, des paysages méridionaux, et des sujets animaliers, souvent des laques de poissons et d'oiseaux.